# 条約派
条約派（じょうやくは）とは、大日本帝国海軍内の派閥。
ロンドン海軍軍縮条約締結により、「条約妥結やむなし」とする条約派（海軍省側）とこれに反対する艦隊派（軍令部側）という対立構造が生まれ、後に統帥権干犯問題に発展した。
具体的には、財部彪、谷口尚真、山梨勝之進、左近司政三、寺島健、堀悌吉、下村正助等をさす。これらの条約派本来の顔触れは、艦隊派の要求に屈した大角岑生によって、条約締結後数年の間に軒並み予備役に編入された（大角人事）。
ただし、鎮守府長官で政治的判断の立場にない米内光政や、政治的には微力だが、海軍省に対して軍令部を強化する「軍令部条例並に省部事務互渉規定」改定に頑強に抵抗した井上成美を条約派に含める事もある。定義によっては日独伊三国同盟反対派や対米避戦派など、軍縮会議以降の対立で生じた派閥のメンバーを含める事もある（古賀峯一・長谷川清など）。この様に「条約派」・「艦隊派」の名は広く知られているものの、明確な定義はない。山本五十六は戦後、三国同盟反対・対米避戦の主張や米内・井上との盟友関係から条約派とされることが多いが、海軍の次席随員として参加したロンドン軍縮会議では最も強硬に対米7割を主張して若槻禮次郎全権を困らせ、艦隊派に近いと見られていた。他に条約派とされる者に坂野常善、岩村清一、杉山六蔵、小林仁がいる。